# Битва над Вягром
Би́тва над Вя́гром (1099) — битва, що відбулася на берегах річки Вягор (Віго́р, Віаго́р або В'я́р від пол. Wiar), притоки річки Сян, неподалік міста Перемишля (Польща). Бій між військами галицьких князів Ростиславичів Володаря і Василька, волинського князя Давида Ігоровича та половецького хана Боняка з одного боку й угорським королем Коломаном І (також: Кальман Книжник) та Ярославом Святополковичем — з іншого. Битва є продовженням війни, що розпочалася навесні 1099 року між Ростиславичами, володарями галицьких міст Перемишля і Теребовлі, та київським князем Святополком Ізяславичем, який боявся зростання впливу триумвірату князів — нащадків Ростислава Володимировича та прагнув відновити контроль над галицькими та т.з. «червенськими» землями (Перемишльска, Теребовльска і Звенигородська волості).

## Передумови
Зазнавши поразки в битві на Рожному Полі у квітні 1099 р. київський князь Святополк Ізяславич відступив до Володимира, де залишив князювати свого сина Мстислава. Іншого сина, Ярослава, він відправив до Угорщини, щоб той намовив короля Коломана І виступити проти його двоюрідних братів-Ростиславичів, а сам повернувся до Києва.
В той же час Володар і Василько не стали розвивати успіх і зупинились на волинському кордоні, давши зрозуміти, що вони не претендують на інші землі, крім законної — Галичини («Вистачить нам стати на свої землі»).

## Учасники
Врешті решт король Коломан Книжник І вторгся в Галичину, взявши в облогу Перемишль. Це був перший агресивний наступ Угорщини на північ Карпат. В оточеному угорцями місті перебував князь Володар Ростиславич зі своєю сестрою (дружиною волинського князя Давида Ігоровича) та матір'ю Ланкою (Ілоною), вдовою князя тмутараканського Ростислава Володимировича та тіткою угорського короля.

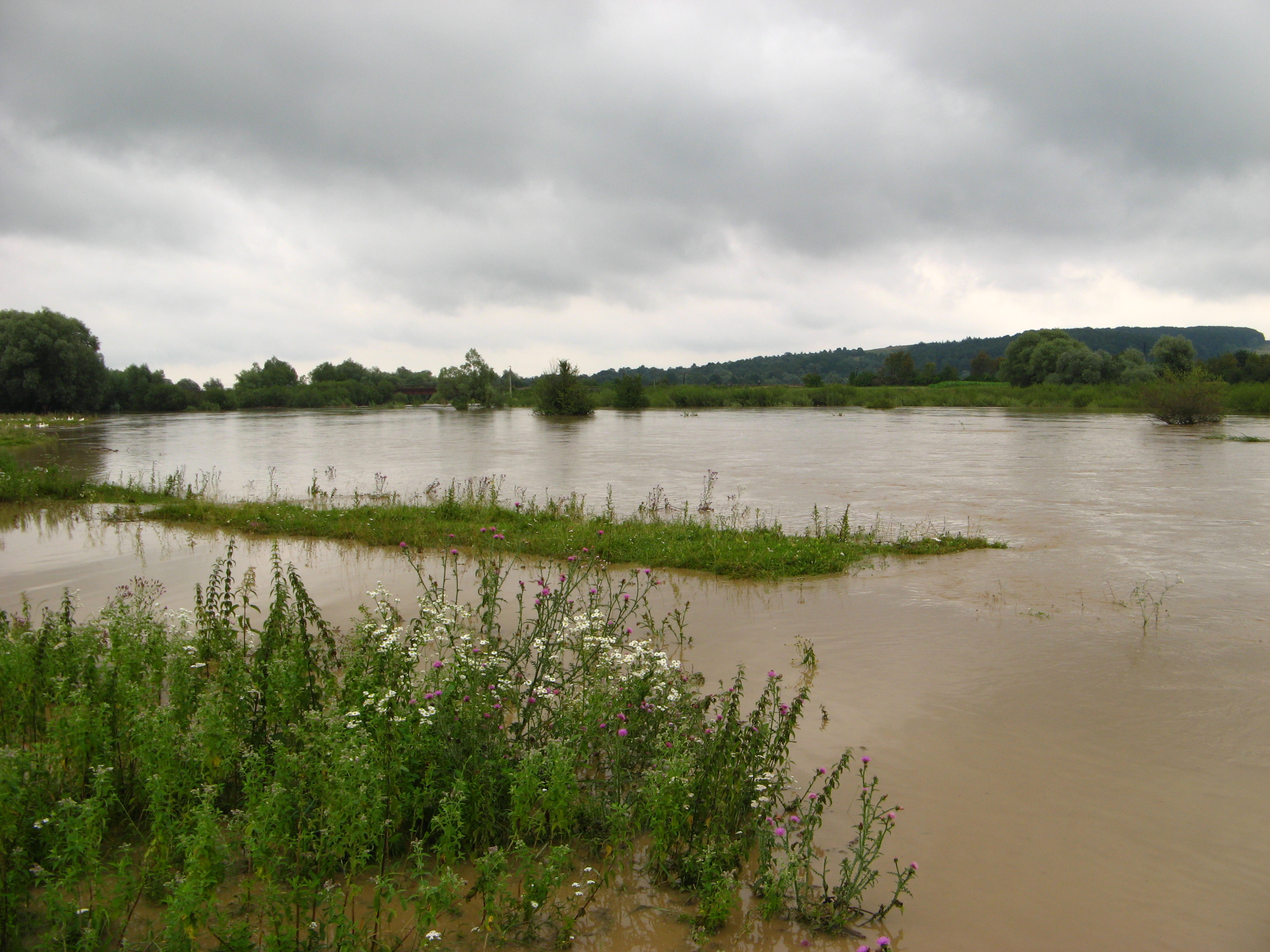
Вігор під час паводка

Князь Давид напередодні вступив в союз з Ростиславичами і привів із собою на поміч половців. Літопис так описує бій:
| Ярослав, син Святополків, прийшов з уграми, і король [угорський] Коломан [прийшов], і два біскупи, [Купан і Лаврентій], і стали вони довкола Перемишля по [ріці] Вягру, а Володар заперся в городі. Давид же [Ігоревич], у той час прийшовши з Ляхів, посадив жону свою у (брата її) Володаря, а сам пішов у Половці. І зустрів його [хан] Боняк, і вернувся Давид, і рушили вони оба на угрів. І коли вони ото йшли, і стали на нічліг, і коли наступила опівніч, то Боняк, уставши, від’їхав од війська і почав вити вовчим голосом. І відвився йому вовк, і стало багато вовків вити. Боняк тоді, приїхавши, сказав Давидові: «Побіда нам є над уграми завтра». А назавтра Боняк, приготувавши воїв своїх до бою,— і Давидових було сто, а Боняк із трьома стами,— розділив [їх] на три полки і рушив до угрів. І пустив він у напад [хана] Алтунопу з п’ятдесятьма людьми, а Давида поставив під стягом, а сам розділився на два полки — по п’ятдесят на [кожну] сторону. Угри ж виладналися до бою загонами, бо було угрів числом сто тисяч. Алтунопа тоді примчав до першого загону і, стріливши, побіг перед уграми. Угри ж погнали вслід за ними, думаючи, що Боняк утікає, а Боняк помчав [за ними], рубаючи з тилу. Алтунопа ж повернув назад, і не допускали вони угрів назад, і так множицею побивав він їх. Боняк же розділився на три полки, і збили вони угрів у товпу, як ото сокіл галок збиває, і побігли угри, і многі втопились у Вягрі, а другі в Сяні. І, втікаючи понад Сяном угору, спихали вони один одного, і гнав услід за ними [Боняк] два дні, рубаючи їх. Тут же вбили біскупа їхнього Купана і з бояр багатьох. Як ото говорили, погибло, убито сорок тисяч. |
Польський історик та перший історіограф Великого князівства Литовського Мацей Стрийко́вський у своїх Хроніках польських, литовських, жмудських та всія Русі дає опис битви, в цілому близький до руських літописів — включаючи спілкування полоцького хана з вовками.
| Святополк, князь Київський, постраждавши від братів Василька Сліпого та Володара, зібравши нове військо у Києві, також послав свого сина Ярослава по допомогу до короля Угорщини Коломана. Той прийшов з вісьмома тисячами лицарів та двома угорськими єпископами; ставши табором між річками Вігор та Сян, Коломан осадив Володора у замку Перемишль. Князь Давид, звернувшись по допомогу до половців, пообіцяв їх князю Боняку багато полонених, якщо той надасть своє військо для битви під Перемишль. Розділившись на дві частини, військо Боняка поза правилами вдарило по угорцям, розгромивши зляканого і здивованого супротивника, який залишив на поле бою чотири тисячі вбитих та поранених воїнів. Було також вбито двох угорських єпископів, один з яких був на ім'я Копанус, або Купан, а другий — Лаурентій, по нашому пан Вавжеца (Вавженец) чи Лоуренц. Залишки угорської армії рятувались в лісах та горах, проте русини та половці переслідували їх, б'ючи та рубаючи, ще два дні; угорський же король Коломан с декількома лицарями оборони ледве рятувались від полону. |
Щодо русько-полоцького війська — тут без змін: 100 русинів-волинян та 300 половців. Серед нових деталей — склад угорського війська з 8000 лицарів; до речі, таку саму кількість називає також у своїй Хрониці (лат. Annales seu cronicae incliti Regni Poloniae) Ян Длугош. Згадуючи серед їх ватажків також двох єпископів (Copanus і Laurenti), що пали в битві, М.Стрийковський керувався, вочевидь, угорськими джерелами. Наприклад, Пожонськими анналами, які відразу за повідомленням про коронацію короля Коломана подають запис: «Єпіскопа Купана було вбито кунами; єпископ Лаврентій помер». У коментарях зазначено, що цей Лаврентій був, швидше за все, Егерським єпископом, а «куни», або кумани — це половці. Згадка про війну Коломана Книжника з русинами та половцями також є у Яноша Туроци, автора Chronica Hungarorum (угор. A magyarok krónikája, або Thuróczi-krónika) — першому літописі Угорського королівства, так само, як і у т.з. Ілюстро́ваному літо́писі (угор. Képes krónika). 
Всього, за Стрийковським, загинуло 4000 угорців. Проте експерти вважають навіть ці цифри дещо перебільшеними, хоча вони, звичайно, і виглядають значно реальнішими, ніж у руських літописах (100 000 угорських воїнів і 40 000 убитих, відповідно). Швидше за все, у Коломана було не 8000 тільки лицарів, а всього декілька сотень воїнів. Справа у тому, що до того в 1068-70, 1085 та 1091 роках угорці незмінно перемагали кунів. Угорське військо в той час вже значно європеїзувалося. Втрати від «вестернізації» компенсував приплив в Угорщину печенігів та секеїв — угорського субетноса, представники якого осіли всередині держави та на кордонах, де вони несли прикордонну службу. Зброєю угорців були мечі, важка кіннота була захищена кольчугою, втім як і у половців. Тільки у кунів легкої кінноти, звичайно ж, було більше ніж у угорців. Цікаво, що за часів Ласло Святого, у 1085 і 1091 роках угорці самі атакували половців — зазвичай абсолютно несподівано. Нерідко Ласло I атакував і русинів (по версії Туроци, за те, що руські князі радили половцям спустошувати Угорщину), поки, як пише літописець, князі не попросили у попередника Коломана про мир («et promiserunt regi fidelitatem in omnibus»).

## Роль княгині Ланки
Попередні перемоги настільки закрутили угорцям голову, що вони і на Вягрі очікували легку здобич. Вочевидь, єпископи з Коломаном навіть не вважали за потрібне провести розвідку.
Дещо розслабив угорців і візит напередодні битви в королівський табір тітки Коломана — княгині Ланки, яка була матір'ю усіх трьох князів Ростиславичів та терпіла облогу Перемишля разом із сином Володарем. Ланка була п'ятою донькою угорського короля Бели І Арпада, тобто молодшою сестрою короля Ґези I — батька Коломана. Вочевидь, кепський вигляд літньої жінки, яка за власною ініціативою прийшла просити його про милосердя та пощаду для містян Перемишля дещо ввів угорців в оману.

## Тактика бою
Експерти вважають Би́тву над Вя́гром як таку, де вперше у війську руських князів була застосована тактика з використанням т.з. удаваного відступу. Зокрема останню вжили половці на чолі з ханом Алтунопою, який зненацька напав на угорські полки «пусти навороп'», а потім на чолі 50 кіннотників спровокував угорську кінноту вийти у чисте поле, де їх стрімко атакували з тилу половці хана Боняка, а з фронту — сам Алтунопа, підсилений волинянами Давида Ігоревича. Кочовики під'їздили до ворожого війська невеликими загонами, з ходу обстрілювали його стрілами з луків і швидко відступали до Вігора («стрѣливше побѣгнуша предъ Оугри»).
Тактика «удаваною втечі» половців мала створити у ворога помилкове уявлення про невелику чисельність війська. Угорці дали втягнути себе у бій та заманити у пастку, коли погналися за кіннотою Алтунопи («погнаша по нихъ, яко бѣжаще; минуша Боняка»). В результаті вони були оточені ханом Боняком та галицько-волинською раттю, які вдарили по ним, за версією Лаврентіївського літопису, з тилу («погнаше сѣка въ тылъ»), за версією ж Іпатіївського літопису — з обох флангів («Боняк' гнаше сѣка оу плѣще»).
Розгром угорської кінноти спричинив паніку в самому королівському таборі, чим скористався Володар Ростиславич. Князь здійснив ефективну вилазку з Перемишля — Татіщев переконливо говорить, що саме вона вирішила фінал битви. Дружина князя остаточно розбила угорське військо, дружинники якого, втікаючи, стрибали у воду. Багато з них втопилося в ріках В'ягр та Сян, загинули також обидва єпископи: Купан і Лаврентій («и тако множицею убивая, сбиша ѐ въ мячь, яко се соколъ сбівзеть галіцъ, и побѣгоша Угри, и мнозі истопоша въ Вягру, а друзіи въ Сану»).
Приклад бою біля річки Вагра тривалий час не цікавив дослідників, ймовірно, тому що по обидва боки за русинських князів виступали найманці — половці та угорці. Посилаючись на цей бій, Олександр Строков називає його прикладом половецької тактики «засідок», вважаючи, що князівське військо, на відміну від кочівників, до цієї битви не мало в своєму арсеналі такого інструменту.
Інші дослідники, наприклад, Н. С. Голіцин та А. К. Байов, втім, припускали, що русини часто билися, використовуючи «хитрощі» і «засідки», перейнявши цю тактику у половців.

## Наслідки
Військо Коломана зазнало під Перемишлем нищівної поразки — переслідування угорців велось у Карпатах аж два дні. Як пише в Annales Regum Hungariæ літописець Георг Прай, «втрати угорців від ворогів були занадто надмірні, яких до того вже давно не пригадати» («nusquam alias tam insignem jacturam ab hoste nostros accepisse, domestici annales memorant»).
Цитуючи Татіщева, Карамзин пише, що після цієї битви Володар ще довго не звертався до половців та всіляко переконував Коломана укласти мир.
Врешті решт Ростиславичі уклали союз із Візантією, яка теж боролася з Угорщиною. Цей союз укріпили шлюбом: донька князя Володаря Ірина вийшла заміж за Ісаака, сина візантійського імператора Олексія Комніна.
Втім, як зауважують майже усі дослідники, головний результат битви полягає в тому, що Ростиславичі остаточно зберегли за собою галицькі землі. Перемоги на Рожному Полі та на Вягрі утвердили галицьку державність та дозволити тріумвірату князів-нащадків Ростислава відкинути у 1100 р. вимогу Святополка Ізяславича залишити їм лише Перемишльське князівство, озвучену на Витичівському князівському снемі. Святополк і пізніше закликав інших князів йти проти Ростиславичів, але жодного разу не знайшов союзників для такого походу.